# Michio Morishima

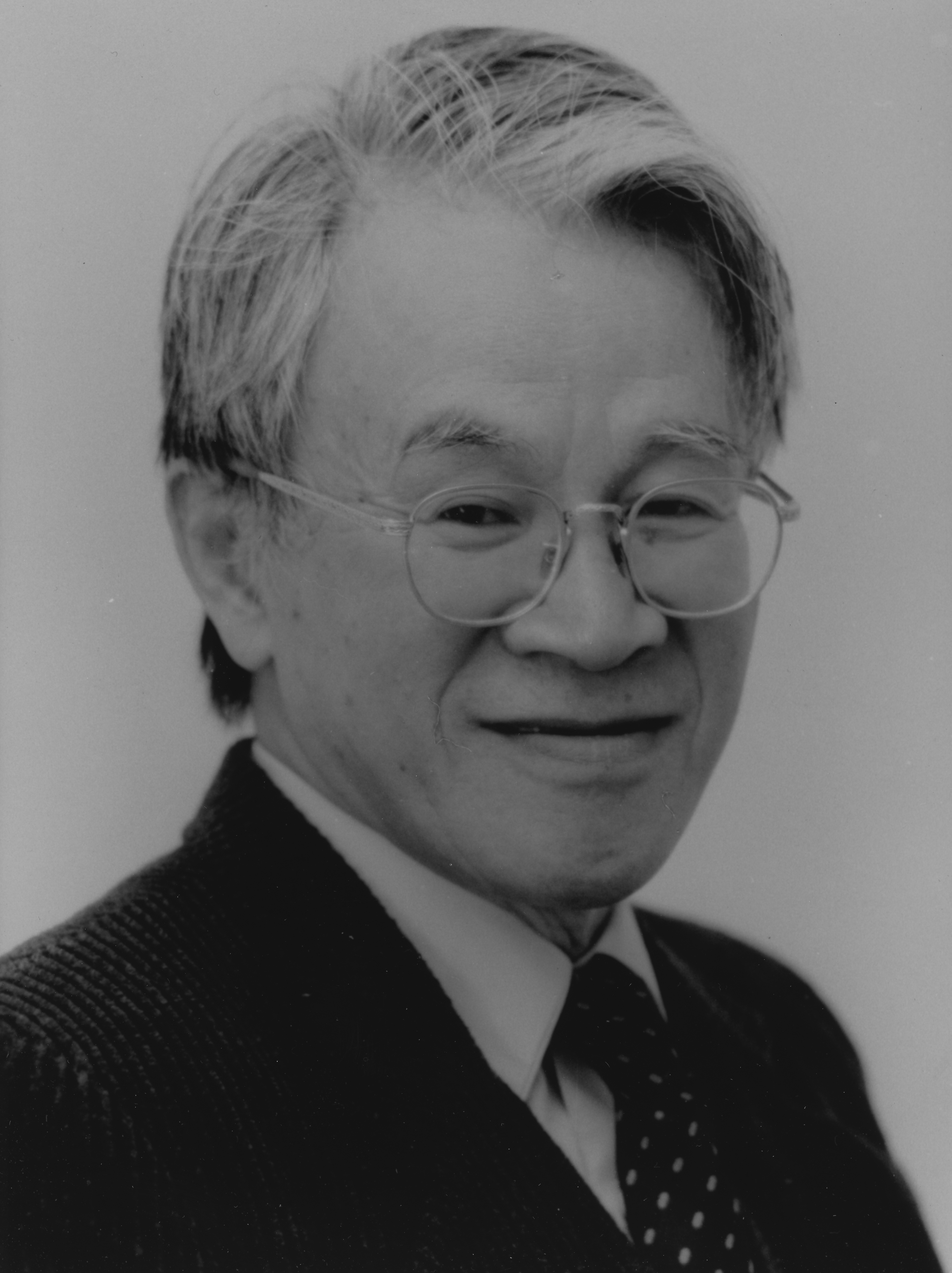
Foto c. 1980.

Michio Morishima (Japans 森嶋 通夫, Morishima Michio; Osaka, 18 juli 1923 – Brentwood, 13 juli 2004), Japans econoom, was hoogleraar aan de Universiteit van Osaka (1963-1968) en aan de London School of Economics (1970-1988).
Morishima's werk omspande economische theorie, wiskunde en econometrie. In een driedelige reeks boeken herinterpreteerde hij David Ricardo, Karl Marx en Léon Walras in het licht van twintigste-eeuwse resultaten. In een andere reeks publicaties analyseerde hij op kritische wijze de spectaculaire groei die de Japanse economie meemaakte in de naoorlogse periode, alsmede het einde aan die groei in het 'verloren decennium,' de jaren 90.